# Marc-Olivier Doué
Marc-Olivier Doué Séné (Burdeos, 11 de octubre del 2000) es un futbolista francés que juega como centrocampista o defensa central en la S.D. Ponferradina de Primera Federación.

## Trayectoria
El 12 de octubre de 2018 firma por el PEC Zwolle neerlandés hasta junio de 2021 tras terminar contrato con el fútbol base del FC Girondins de Burdeos, debutando en la Eredivisie el 25 de agosto de 2019 al entrar como suplente en los minutos finales de un empate por 2-2 frente al Sparta Rotterdam. El 12 de agosto de 2021 se marcha al Excelsior Virton de la Challenger Pro League belga.
El 14 de julio de 2023 se oficializa su fichaje por el CD Eldense de la Segunda División de España.

## Clubes
Actualizado al último partido disputado el 29 de agosto de 2024.
| Club              | País         | Año       | Partidos | Goles |
| ----------------- | ------------ | --------- | -------- | ----- |
| PEC Zwolle        | Países Bajos | 2019-2021 | 8        | 0     |
| Excelsior Virton  | Bélgica      | 2021-2023 | 51       | 3     |
| CD Eldense        | España       | 2023-2024 | 10       | 0     |
| S.D. Ponferradina | España       | 2024-act. | 0        | 0     |